# Козин Віктор Михайлович
Ко́зин Ві́ктор Миха́йлович — кандидат технічних наук (к.т. н.) 1984 г. Проектування і конструкції суден, м. Горький
Доктор Технічних Наук (д.т. н.) 1994 г. Механіка деформуємого твердого тіла, м. Владивосток
Професор 1996 р.
Заслужений винахідник Російської Федерації 2000 р.
Член корреспондент Російської Академії Природознавства (РАП) 2008 р.
Нагороджений почесною грамотою Президента Російської Академії Наук (1999 р.), переможець конкурсу грандів Міністерства освіти РФ 2006 р., неодноразово нагороджувався преміями за освітні та наукові досягнення Теорія корабля (статика и динаміка), проектування суден, гідравліка, теорія і будова корабля, гідромеханіка, гідромашини і гідропривід, теорія підводних човнів, 2 навчальних посібника, 12 навчально-методичних розработок.

## Біографія
Народився 22 лютого 1953 р. в селі Сіта району імені Лазо Хабаровського краю.
З відзнакою закінчив Комсомольский-на-Амурі політехнічний інститут (1975 р.), цільову аспірантуру при Горьковскому політехнічному інституті (1983 р.), стажувався в ленінградському кораблебудівному інституті (1978 р., 1986 р.).
Трудову діяльність розпочав збираючи судна на Миколаевскому судонобудівному заводі (1974 р.). З 1975 р. займався науково-педагогічною діяльністю в Комсомольскому-на-Амурі політехнічному інституті КнАПІ (сьогодні Державному технічному університеті КнАДТУ) на посаді асистента, старшего викладача, доцента, професора, завідувача кафедри.

## Розробки
Винайшов та впровадив в практику резонансний метод руйнування крижаного покриву, що реалізовується амфібними судами на повітряній подушці, що дозволяє в кілька разів знизити енерговитрати на руйнування льоду в порівнянні з традиційними технологіями (застосування криголамів, криголамних пристроїв та ін.) Запропонував методику оцінки криголамних якостей підводних суден, що руйнують крижаний покрив резонансним методом при їх спливанні. Опрацював залежність оцінки несучої здатності крижаного покриву при його використанні як льодових переправ і злітно-посадочних смуг при аварійних посадках літаків. Розробив конструкції, що підвищують несучу здатність крижаного покриву, що експлуатується як вантажоонесучі платформи. Удосконалив технології використання крижаного покриву для транспортування вантажів, що запобігають аварійні ситуації, зокрема, як режими руху транспортних засобів, так і пристрої, що збільшують вантажопідйомність льоду при його динамічному навантаженні. Запатентував способи і розробив конструкції, що дозволяють більш ефективно в порівнянні з існуючими технологіями руйнувати крижаний покрив при ліквідації заторів на річках в періоди льодоставу та льодоходу. Удосконалив технологію вибухових робіт для запобігання льодових ускладнень на внутрішніх водних шляхах, які є причиною руйнівних повеней.

## Основні напрямки наукової діяльності
- Дослідження можливостей резонансного методу руйнування крижаного покриву і крижаних.
- Використання легкоплавких речовин для автоматичного балансування роторів.
- Розробка нових технологій і пристроїв для очищення твердих дорожніх покриттів від ожеледиці та снігового накату.
- Використання енергії розширення льоду для колібровки і зиговки тонкостінних труб.
- Розробка технологій підвищення несучої здатності крижаного покрову, що використовується як крижані переправи і вантажонесучі платформи.

## Найважливіші публікації
- Зуев В. А., Козин В. М. Использование судов на воздушной подушке для разрушения ледяного покрова. — Владивосток: Изд-во ДВГУ. 1988. — 128 с.
- Kozin V.M. Zhyostkaya V.D. Nonstationary Movement of Load Along Ice Cover. International Journal of Offshore and polar Engineering. — USA. — Voe.9., № 4, December. — 1999 p. 293-297 (ISBN № 1053-5381).
- Жесткая В. Д., Козин В. М. Исследования возможностей разрушения ледяного покрова амфибийными судами на воздушной подушке резонансным методом. Владивосток: Дальнаука. 2003. −161 с. ISBN 5-8044-0384-2.
- Ледоразрушающая способность изгибно-гравитационных волн от движения объектов. /Козин В. М. и др. — Владивосток: Дальнаука, 2005. — 191 с. ISBN 5-8044-0508-Х.